# Medicament orfan
Medicamentele orfane pot fi definite ca fiind produsele medicamentoase destinate diagnosticării, prevenirii sau tratării unor afecțiuni cu o incidență foarte redusă (boli rare). Bolile care se manifestă în populațiile de pacienți cu o prevalență de maximum 6-8% din populația lumii sunt definite ca boli rare sau boli orfane. Ele sunt patologii a căror incidență la naștere este mai mică de 1 la 2000. Având în vedere că dezvoltarea unui medicament nou necesită timp îndelungat, investiții mari și generează incertitudinea succesului terapeutic, dezvoltarea și comercializarea în condiții normale a unor asemenea produse creează reticență companiilor farmaceutice, acestea considerând investiția nerentabilă.
Medicamentele orfane  au fost reglementate pentru prima dată în Statele Unite ale Americii, în anul 1983 prin Actul privind medicamentele orfane (Orphan Drug Act), și apoi în Japonia (1993) și Australia (1998). Ulterior a fost adoptat la nivel european Regulamentul (CE) nr. 141 din 2000 privind  produsele  medicamentoase  orfane ce reglementează procedura de desemnare, măsurile de susținere a dezvoltării medicamentelor orfane și înființează Comitetul pentru Produsele Medicamentoase Orfane (Committee for Orphan Medicinal Products - COMP). 
Agenția Europeană a Medicamentului (EMA) definește un produs medicamentos orfan ca un medicament care este destinat pentru diagnosticarea, prevenirea sau tratarea unei condiții care pune în pericol viața sau provoacă o invaliditate cronică, și nu afectează mai mult de 5 din 10 000 de persoane din UE la data de depunere a cererii de desemnare (criteriu de prevalență).
Statutul de medicament orfan generează avantaje pentru companiile farmaceutice precum exclusivitatea de punere pe  piață  timp de 10 ani, asistență în vederea obținerii autorizației, reducerea taxelor  practicate de EMA pentru  procedurile  centralizate  și finanțarea studiilor clinice.